# Fußballverband der Kirgisischen Republik
Der Fußballverband der Kirgisischen Republik (kirgisisch Кыргыз Республикасынын футбол федерациясы Kyrgyz Respublikasynyn futbol federazijasy, russisch Федерация футбола Кыргызской Республики, englisch Football Federation of Kyrgyz Republic)  ist der im Jahr 1992 gegründete Fußballverband von Kirgisistan. Der Verband organisiert die Spiele der Fußballnationalmannschaft und ist seit 1993 zunächst assoziiertes Mitglied, seit 1994 Vollmitglied im Kontinentalverband AFC sowie seit 1994 Mitglied im Weltverband FIFA.

## Erfolge
- Fußball-Weltmeisterschaft

Teilnahmen: Keine
- Fußball-Asienmeisterschaft

Teilnahmen: Keine